# (23621) 1996 PA
1996 بي أي (ويعرف أيضًا باسم (23621) 1996 بي أي وفق تسمية الكوكب الصغير) (بالإنجليزية: 1996 PA)‏ هو كويكب ضمن حزام الكويكبات؛ وترتيبه 23621 من حيث الاكتشاف.
اكتُشف هذا الجُرم الفلكي بواسطة Gordon J. Garradd ‏ في 5 أغسطس 1996.

## وصلات خارجية
- (23621) 1996 PA في قاعدة بيانات مختبر الدفع النفاث لأجرام النظام الشمسي الصغيرة

- الاكتشاف · مخطط المدار ·  العناصر المدارية · المعلمات المادية

- (23621) 1996 PA على موقع ويكي سكاي: DSS2, SDSS, GALEX, IRAS, Hydrogen α, X-Ray, Astrophoto, Sky Map, Articles and images